# 云阳街道 (茶陵县)
雲陽街道，是中华人民共和国湖南省株洲市茶陵县下辖的一个街道辦事處。也是茶陵县的县政府驻地。

## 行政区划
城关镇下辖以下地区：
金山社区、炎帝社区、米水社区、交通社区、云盘社区、腊芫社区、前进村、农林村、十八丘村和曲江村。

## 景点
镇内的茶陵古城墙建于宋朝，周长3353米，现存迎湘门、迎薰门两座城门，以及4个墙段(共1536米)。2002年，列为湖南省文物保护单位；2013年5月，列入第七批全国重点文物保护单位。